# Dear Santa (film)
Dear Santa è un film del 2024 diretto da Bobby Farrelly.

## Trama
Liam è un tredicenne un po' grassottello che si è trasferito da poco in una nuova città con la famiglia, dopo la morte del fratellino. Molly e Bill, i genitori di Liam, sono un po' preoccupati per il figlio perché temono non possa integrarsi nella nuova scuola e perché credono sia troppo immaturo per la sua età.
Malgrado Liam non sia tra i ragazzini più popolari della sua scuola, ha già un migliore amico: Gibby. Per Natale, nonostante non ci creda davvero, scrive una lettera a Santa Claus. La madre, malgrado sia un po' riluttante, decide di assecondare la volontà del figlio di mettersi in contatto con Babbo Natale. Liam, però, che ha dei problemi di ortografia, indirizza la lettera a Satana, non a Santa Claus.
Quando Satana riceve la lettera, si mette in contatto con Liam, riferendogli di poter avverare tre desideri in cambio della sua anima.

## Produzione
Nell'aprile 2023 è stato annunciato che Bobby Farrelly avrebbe diretto e prodotto il film, in cui Jack Black (autore della sceneggiatura insieme ai fratelli Farrelly) avrebbe recitato come protagonista.

## Distribuzione
Il film è stato distribuito sulla piattaforma Paramount+ il 25 novembre 2024.

## Accoglienza
Il film è stato accolto negativamente dalla critica. Rotten Tomatoes riporta un indice di gradimento del 24% a fronte di ventuno recensioni.